# Hermanos Russo
Anthony Russo (3 de febrero de 1970) y Joseph Russo (18 de julio de 1971) son dos hermanos directores, productores, guionistas y ocasionales actores de cine estadounidenses. Han dirigido la mayor parte de su trabajo en forma conjunta, y en ocasiones también trabajan como productores, guionistas, actores y editores. Ganaron un premio Emmy por su trabajo en la serie de comedia Arrested Development y un MTV Movie Award por mejor película con Avengers: Endgame. Son principalmente conocidos por su trabajo en la serie Community, así como las películas del universo cinematográfico de Marvel Captain America: The Winter Soldier, Capitán América: Civil War, Avengers: Infinity War y Avengers: Endgame.

## Biografía
Sus padres son Patricia y Basil Russo, un abogado y exjuez. Anthony y Joe Russo crecieron en Cleveland, Ohio, donde asistieron a la Benedictine High School. Los hermanos Russo se graduaron de la Universidad Case de Western Reserve, donde comenzaron a escribir, producir y dirigir su primer largometraje, Pieces. Financiaron el filme a través de préstamos estudiantiles y con tarjetas de crédito. Después de ver su largometraje en un festival de cine, Steven Soderbergh se acercó al dúo y les ofreció producir su próxima película, junto con su socio de producción George Clooney. Este proyecto fue la comedia Bienvenidos a Collinwood, estrenada en 2002 y protagonizada por William H. Macy, Sam Rockwell y George Clooney.
Kevin Reilly, ejecutivo del canal de televisión FX, contrató a los Russo para dirigir el episodio piloto de la serie Lucky, habiéndole gustado el trabajo de la pareja en Bienvenidos a Collinwood. Ron Howard, a quien a su vez le agradó el episodio piloto, ayudó a que los hermanos fueran contratados para dirigir el episodio piloto de Arrested Development, serie de comedia de la cadena Fox. Los hermanos Russo ganaron un Emmy por su trabajo en ese episodio.
En 2006, los hermanos Russo volvieron al cine, dirigiendo la comedia You, Me and Dupree, protagonizada por Owen Wilson. La película recaudó 140 millones de dólares en todo el mundo. En 2007, los Russo trabajaron como productores ejecutivos y directores de la serie de la cadena ABC Carpoolers. Además, sirvieron como productores ejecutivos y directores en las primeras cinco temporadas de la serie de la NBC Community y de Happy Endings, de la ABC.
En la Convención Internacional de Cómics de San Diego de 2012, Marvel Studios anunció que los hermanos Russo se encargarían de la próxima película de su universo cinematográfico, Captain America: The Winter Soldier. La película fue estrenada el 4 de abril de 2014, recaudando alrededor de 715 millones de dólares en la taquilla mundial.
En enero de 2014, los hermanos Russo firmaron un nuevo contrato con Marvel para dirigir la tercera película de la saga de Capitán América, titulada Capitán América: Civil War, la cual fue estrenada el 6 de mayo de 2016. En mayo de 2014, se dio a conocer que los Russo co-escribirían y dirigirían el filme The Gray Man, y en marzo de 2015, se los anunció como los directores para el reinicio de Los Cazafantasmas, que sería producida por la nueva compañía de Sony, Ghost Corps. El 23 de marzo de 2015, se confirmó que los hermanos Russo dirigirían las últimas dos películas de la tetralogía de Los Vengadores, Avengers: Infinity War (2018) y Avengers: Endgame (2019).
Los Russo citan como grandes influencias en sus trabajos a las comedias de situación MASH, Taxi, y Cheers. Su hermana menor, Angela Russo-Otstot, también ha trabajado en televisión, como guionista y productora en V y Trust Me, entre otras series.

## Filmografía
| Año  | Título                              | Créditos                                      | Notas                                    |
| ---- | ----------------------------------- | --------------------------------------------- | ---------------------------------------- |
| 1997 | Pieces                              | Directores, Editores, Productores, Guionistas | Actor (únicamente Joe)                   |
| 2002 | Welcome to Collinwood               | Directores, escritores                        |                                          |
| 2006 | You, Me and Dupree                  | Directores                                    |                                          |
| 2007 | Crashing                            | Productores                                   |                                          |
| 2014 | Captain America: The Winter Soldier | Directores                                    | Actor (únicamente Joe)                   |
| 2014 | A Merry Friggin' Christmas          | Productores                                   |                                          |
| 2016 | Capitán América: Civil War          | Directores                                    | Actor (únicamente Joe)                   |
| 2018 | Avengers: Infinity War              | Directores                                    | Actor (únicamente Joe, escena eliminada) |
| 2019 | Avengers: Endgame                   | Directores                                    | Actor (únicamente Joe)                   |
| 2019 | 21 Bridges                          | Productores                                   |                                          |
| 2020 | Extraction                          | Guionistas                                    |                                          |
| 2021 | Cherry                              | Directores y productores                      | Cameo (únicamente Joe)                   |
| 2022 | Everything Everywhere All at Once   | Productores                                   |                                          |
| 2022 | The Gray Man                        | Directores                                    |                                          |
| 2025 | The Electric State                  | Directores                                    |                                          |

| Año  | Título             | Créditos                          |
| ---- | ------------------ | --------------------------------- |
| 2002 | The Kiss           | Directores Productores Escritores |
| 2006 | No. 6              | Productores (únicamente Joe)      |
| 2008 | Square One         | Escritor (únicamente Anthony)     |
| 2008 | Carfuckers         | Directores                        |
| 2009 | Donkey Punch       | Productores (únicamente Anthony)  |
| 2012 | Leader of the Pack | Productores                       |

| Año           | Título                                           | Episodio(s) | Crédito(s)                                                     |
| ------------- | ------------------------------------------------ | --- | -------------------------------------------------------------- |
| 2003          | Lucky                                            | "Calling Dr. Con" | Directores                                                     |
| 2003–2005     | Arrested Development                             | Ambos: "Pilot" Únicamente Anthony: "Top Banana", "Key Decisions", "The Immaculate Election", "Spring Breakout" Únicamente Joe: "Bringing Up Buster", "In God We Trust", "Pier Pressure", "Marta Complex", "Shock and Aww", "Missing Kitty", "Hand to God", "Motherboy XXX", "Meet the Veals" | Directores                                                     |
| 2004          | LAX                                              | "Pilot" | Directores                                                     |
| 2004–05       | LAX                                              | Todos los episodios | Coproducción                                                   |
| 2006          | Secrets of a Small Town                          | Failed ABC pilot (Piloto fallido de la ABC) | Productores ejecutivos                                         |
| 2006          | What About Brian                                 | "Pilot" | Directores                                                     |
| 2006–2007     | What About Brian                                 | Todos los episodios | Productores ejecutivos                                         |
| 2007–2008     | Carpoolers                                       | Ambos: "Pilot" Únicamente Anthony: "The Code", "The Recital" Únicamente Joe: "Laird of the Rings", "What Would You Do?", "Down for the Count", "The Seminar", "A Divorce to Remember", "The Handsomest Man", "Lost in America" | Directores                                                     |
| 2007–2008     | Carpoolers                                       | Todos los episodios | Productores ejecutivos                                         |
| 2008          | Courtroom K                                      | Failed Fox pilot (Piloto fallido de FOX) | Directores                                                     |
| 2009          | Untitled Family Pilot                            | Failed NBC pilot (Piloto fallido de la NBC) | Directores                                                     |
| 2009          | Comedy Showcase                                  | "The Increasingly Poor Decisions of Todd Margaret" | Directores                                                     |
| 2009–2015     | Community                                        | Ambos: Pilot Únicamente Anthony: "Introduction to Film", "Social Psychology", "Home Economics", "The Politics of Human Sexuality", "Physical Education", "Beginner Pottery", "The Psychology of Letting Go", "Basic Rocket Science", "Asian Population Studies", "Custody Law and Eastern European Diplomacy", "Biology 101", "Competitive Ecology", "Foosball and Nocturnal Vigilantism" Únicamente Joe: "Spanish 101", "Advanced Criminal Law", "Football, Feminism and You", "Debate 109", "Investigative Journalism", "Romantic Expressionism", "Pascal's Triangle Revisited", "Anthropology 101", "Accounting for Lawyers", "Cooperative Calligraphy", "Advanced Dungeons & Dragons", "Intermediate Documentary Filmmaking", "Competitive Wine Tasting", "A Fistful of Paintballs", "Geography of Global Conflict", "Advanced Gay", "Documentary Filmmaking: Redux", "Geothermal Escapism", "Advanced Advanced Dungeons & Dragons" | Directores                                                     |
| 2009–2015     | Community                                        | Temporadas 1, 2, 3, 5 y 6 | Productores ejecutivos, directores (hasta la quinta temporada) |
| 2010          | Running Wilde                                    | "Pilot" | Directores, productores ejecutivos                             |
| 2010          | The Increasingly Poor Decisions of Todd Margaret | "In Which Claims are Made and a Journey Ensues" | Directores                                                     |
| 2011          | The Council of Dads                              | Fox pilot (Piloto de Fox) | Directores                                                     |
| 2011–2012     | Happy Endings                                    | Ambos: "Pilot" Únicamente Anthony: "Barefoot Pedaler", "Blax, Snake, Home", "Secrets and Limos" Únicamente Joe: "Bo Fight", "Yesandwitch", "The St. Valentine's Day Massacre" | Directores                                                     |
| 2011–2012     | Happy Endings                                    | Temporadas 1 y 2 | Productores ejecutivos                                         |
| 2011–2012     | Up All Night                                     | Únicamente Joe: "Cool Neighbors", "Working Late and Working It", "Day After Valentine's Day" | Directores                                                     |
| 2012          | Animal Practice                                  | Ambos: "Pilot" Sólo Anthony: "Clean-Smelling Pirate" | Directores                                                     |
| 2012          | Animal Practice                                  | Todos los episodios | Productores ejecutivos                                         |
| 2015          | Agent Carter                                     | Únicamente Joe: "Bridge and Tunnel" (como Joseph V. Russo) | Director                                                       |
| 2019-presente | Deadly Class                                     | Todos los episodios | Productores ejecutivos                                         |
| 2022-presente | From                                             | |                                                                |
| 2024          | Citadel: Honey Bunny                             | Todos los episodios | Productores ejecutivos                                         |